# Vacqueyras (Vaucluse)
Pour le vin, voir vacqueyras (AOC).
Vacqueyras [vakeʁas] est une commune française située dans le département de Vaucluse, en région Provence-Alpes-Côte d'Azur.
Vacqueyras est aussi le nom d'une appellation locale des côtes-du-rhône.

## Géographie

### Accès
La route départementale 8 arrive au nord de la commune, puis la route départementale 7 traverse la commune sur un axe nord-sud et bifurque au sud-est vers Beaumes-de-Venise. La route départementale 52, elle, continue vers le sud.
La route départementale 233 part à l'est vers le bois communal de la Peyre.

### Relief
Alternance de plusieurs petits vallons de faible amplitude et de plaine + collines à l'est (261 m, à la Muse), extrémité des Dentelles de Montmirail.

### Géologie

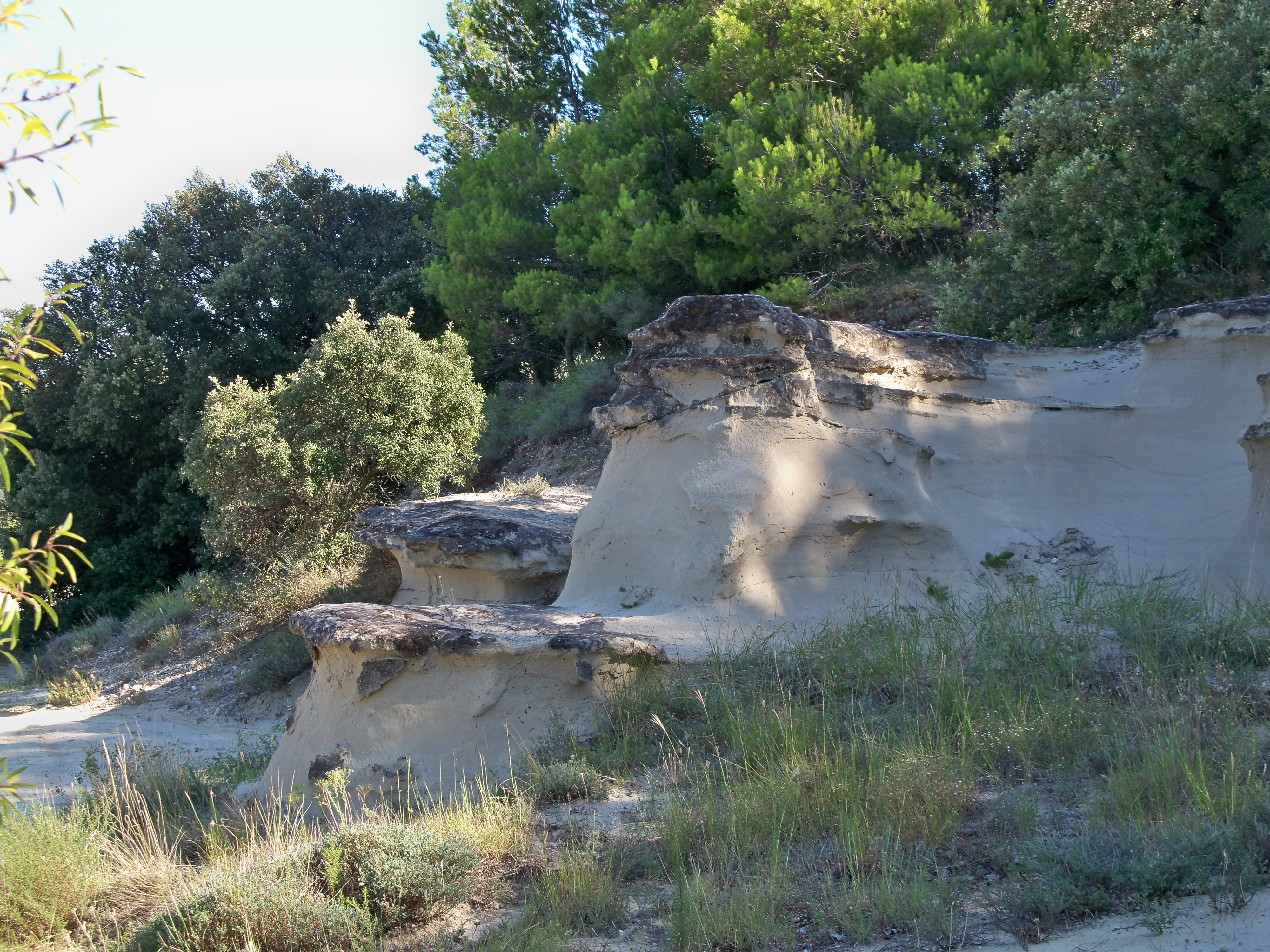
Strates de molasse burdigalienne.

Les Dentelles de Montmirail sont la partie la plus à l'ouest du massif des Baronnies et constitue la première avancée des Alpes dans la vallée du Rhône.
Dalles rocheuses du Jurassique supérieur (Tithonien), sols calcaires et argilo-calcaires.

### Hydrographie
La Limade passe au nord et se jette dans l'Ouvèze qui passe à l'ouest.
Le canal de Carpentras traverse la commune. Inauguré en 1856, il irrigue la commune grâce à un réseau de fillioles.

### Flore
Végétation méditerranéenne sur les Dentelles de Montmirail comparable à celle des Alpilles sur plusieurs points. On y retrouve plantes aromatiques (thym, romarin, fenouil, lavandin), bois de chênes verts et pins d'Alep, etc.
La vigne est fortement présente sur les coteaux, mais aussi dans la plaine caillouteuse des hautes terrasses.

### Climat
Pour des articles plus généraux, voir Climat de Provence-Alpes-Côte d'Azur et Climat de Vaucluse.
En 2010, le climat de la commune est de type climat méditerranéen franc, selon une étude du Centre national de la recherche scientifique s'appuyant sur une série de données couvrant la période 1971-2000. En 2020, Météo-France publie une typologie des climats de la France métropolitaine dans laquelle la commune est exposée à un climat méditerranéen et est dans la région climatique  Provence, Languedoc-Roussillon, caractérisée par une pluviométrie faible en été, un très bon ensoleillement (2 600 h/an), un été chaud (21,5 °C), un air très sec en été, sec en toutes saisons, des vents forts (fréquence de 40 à 50 % de vents > 5 m/s) et peu de brouillards. 
Pour la période 1971-2000, la température annuelle moyenne est de 14,2 °C, avec une amplitude thermique annuelle de 17,8 °C. Le cumul annuel moyen de précipitations est de 750 mm, avec 6 jours de précipitations en janvier et 2,9 jours en juillet. Pour la période 1991-2020, la température moyenne annuelle observée sur la station météorologique de Météo-France la plus proche, « Carpentras », sur la commune de Carpentras à 11 km à vol d'oiseau, est de 14,7 °C et le cumul annuel moyen de précipitations est de 665,5 mm. 
La température maximale relevée sur cette station est de 44,3 °C, atteinte le 28 juin 2019 ; la température minimale est de −15,4 °C, atteinte le 7 janvier 1985,,. 
Les paramètres climatiques de la commune ont été estimés pour le milieu du siècle (2041-2070) selon différents scénarios d'émission de gaz à effet de serre à partir des nouvelles projections climatiques de référence DRIAS-2020. Ils sont consultables sur un site dédié publié par Météo-France en novembre 2022.

## Urbanisme

### Typologie
Au 1er janvier 2024, Vacqueyras est catégorisée commune rurale à habitat dispersé, selon la nouvelle grille communale de densité à sept niveaux définie par l'Insee en 2022.
Elle est située hors unité urbaine et hors attraction des villes,.

### Occupation des sols
L'occupation des sols de la commune, telle qu'elle ressort de la base de données européenne d’occupation biophysique des sols Corine Land Cover (CLC), est marquée par l'importance des territoires agricoles (84,9 % en 2018), en diminution par rapport à 1990 (86,3 %). La répartition détaillée en 2018 est la suivante : 
cultures permanentes (84,9 %), forêts (6,4 %), zones urbanisées (4,8 %), milieux à végétation arbustive et/ou herbacée (2,8 %), espaces ouverts, sans ou avec peu de végétation (1,1 %). L'évolution de l’occupation des sols de la commune et de ses infrastructures peut être observée sur les différentes représentations cartographiques du territoire : la carte de Cassini (XVIIIe siècle), la carte d'état-major (1820-1866) et les cartes ou photos aériennes de l'IGN pour la période actuelle (1950 à aujourd'hui).

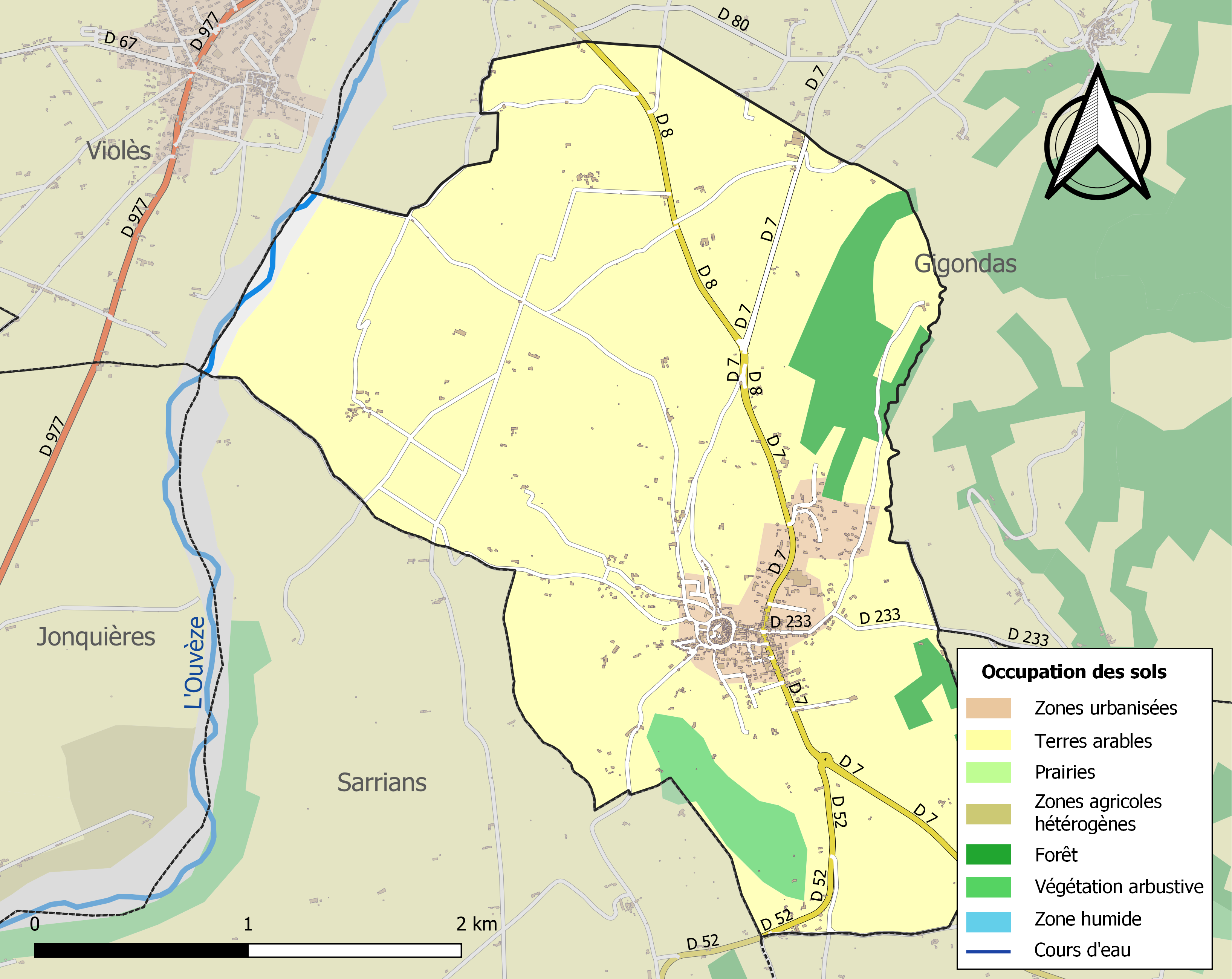
Carte des infrastructures et de l'occupation des sols de la commune en 2018 (CLC).

## Histoire

### Préhistoire et antiquité

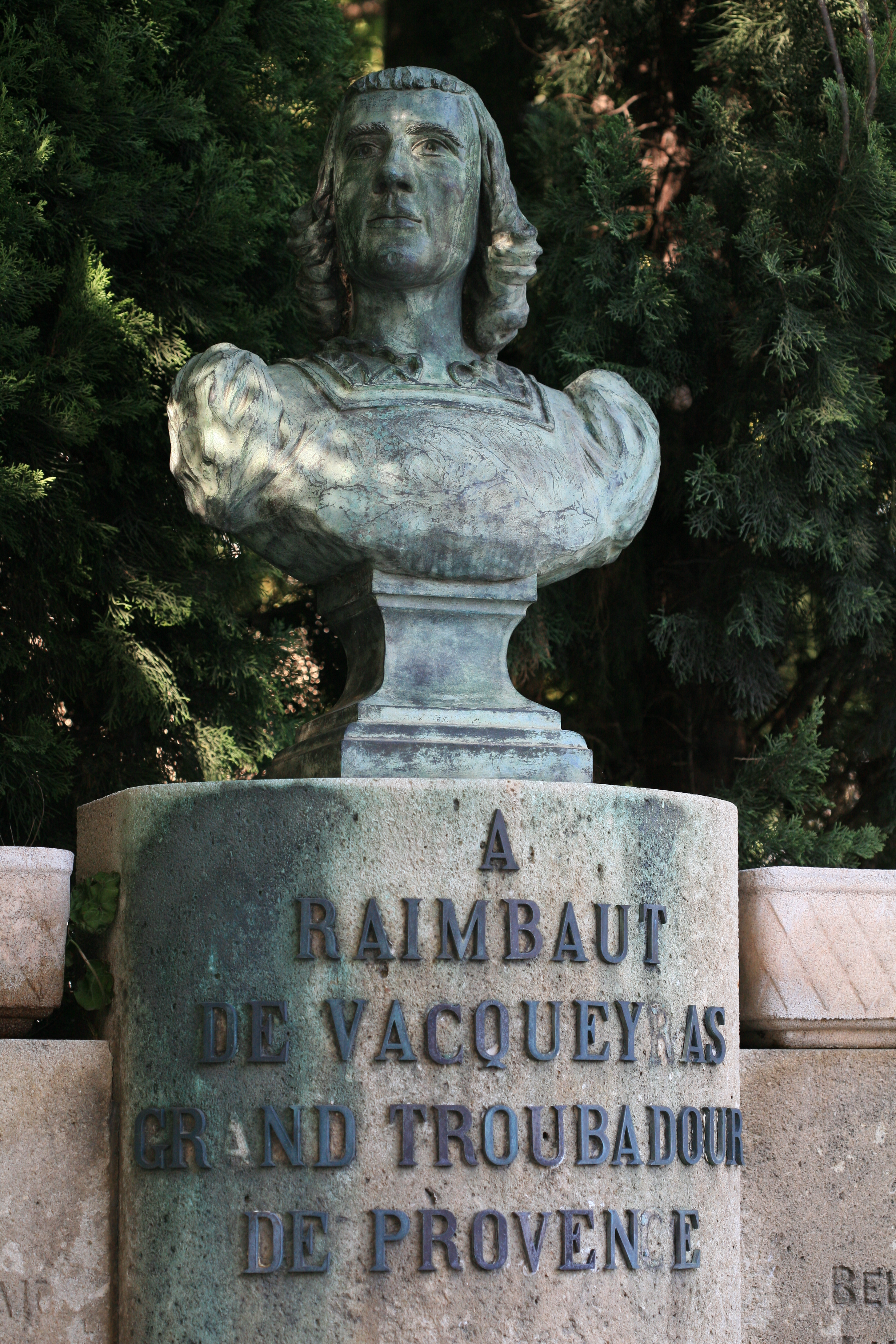
Buste de Raimbaud.

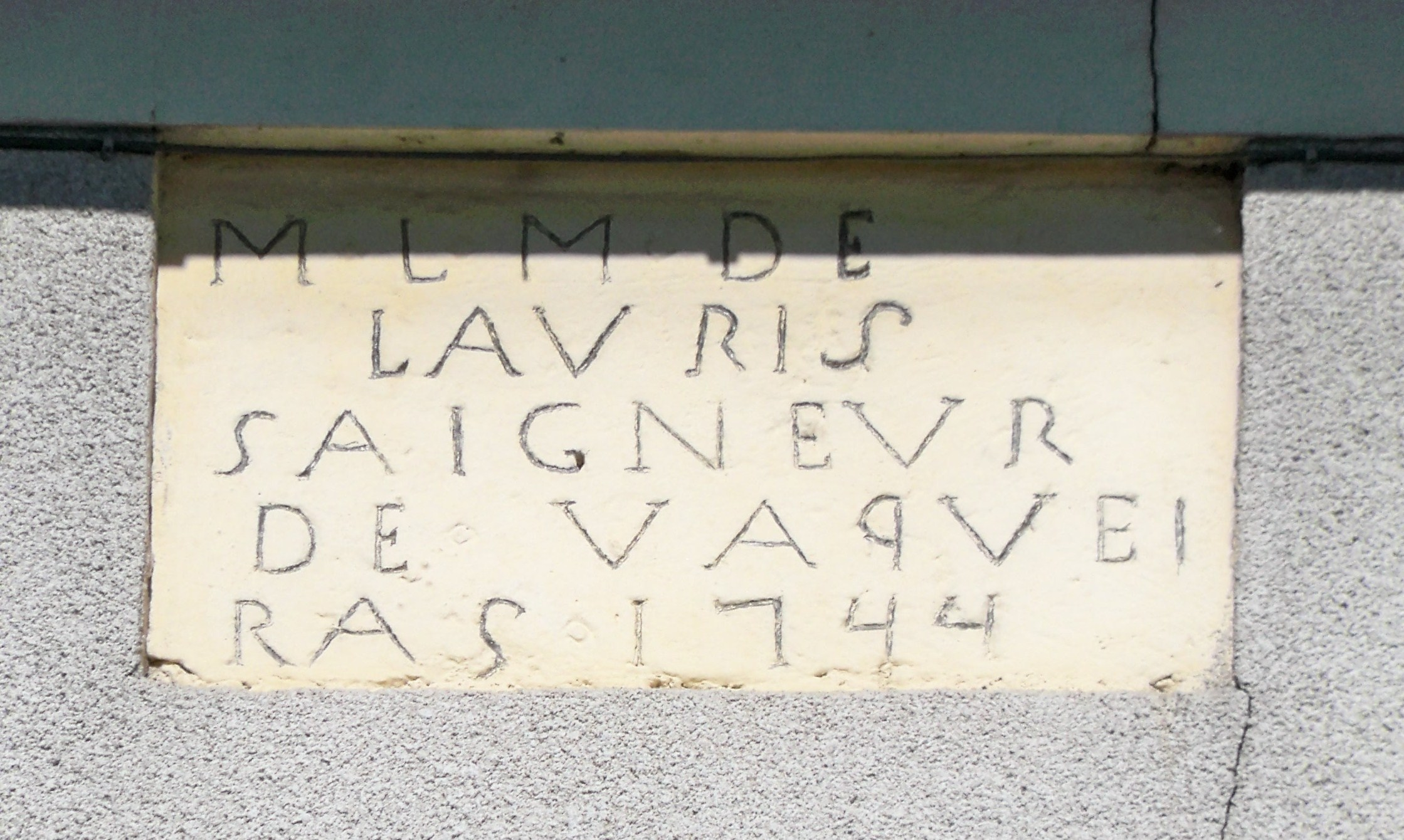
Pierre en réemploi portant le nom de Joseph-Mathias de Lauris, 1744.

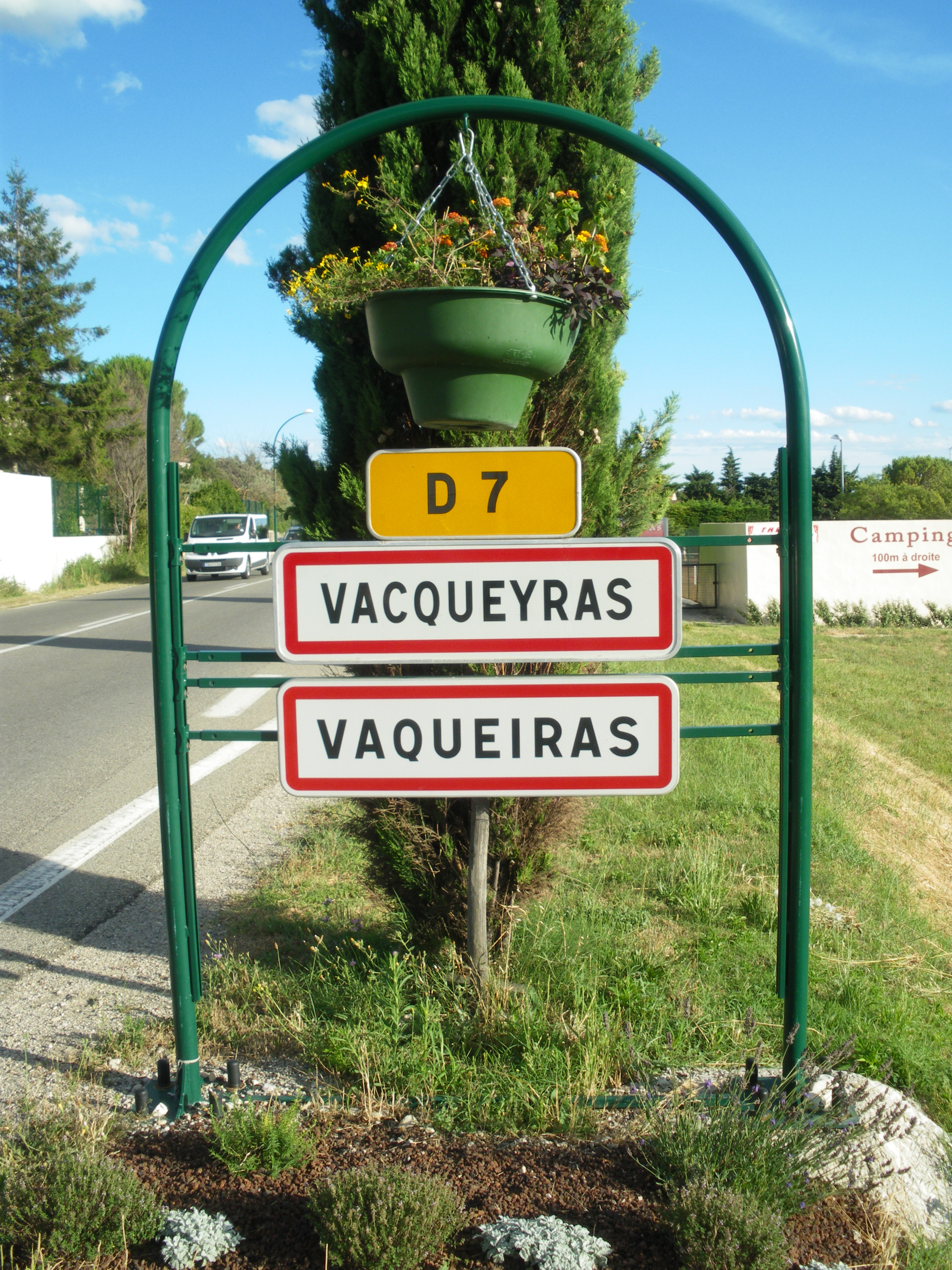
Graphies française et provençale.

Si la préhistoire n'a fourni que quelques haches polies, prouvant le passage mais non l'habitat de chasseurs-cueilleurs, l'antiquité est plus riche. En effet, un autel dédié au dieu Mars par T. Cornelius a été mis au jour au quartier des Roques et des fragments de lampes à huile et d'amphores au quartier de Mornas.

### Moyen Âge
En 1210, un traité de paix mit un terme à la guerre des frontières qui opposait le comte Raymond de Toulouse, marquis de Provence, à Guillaume des Baux, prince d'Orange. Dans les clauses de cet accord, il était dit qu'en échange d'Uchaux, le comte recevait Vacqueyras et son château. Désormais la cité eut son destin lié à celui du Comtat Venaissin.
Après la Peste noire de 1348, un nouveau châtelain prend possession de Vacqueyras et de son château, c'est un Vassadel. Cette famille va garder cette seigneurie jusqu'à la fin du XVIIe siècle.

### Période moderne
En 1688, Alexandre Vassadel marie sa fille unique Marie-Charlotte à Joseph-Mathias de Lauris-Castellane, marquis d'Ampuis. Cette famille va conserver sa nouvelle seigneurie jusqu'à la Révolution. Mais juste avant, elle faillit s'allier au « Divin Marquis ».
Au début des années 1760, le jeune marquis de Sade s'est amouraché de la délurée Laure de Lauris-Castellane. Mais son père, syndic de la noblesse du Comtat Venaissin et seigneur de Vacqueyras, s’oppose à ce mariage. Les deux familles se connaissaient portant bien, puisque dès 1701, Joseph-Mathias de Lauris-Castellane avait déjà été syndic de la noblesse, suivi, en 1704, de Gaspard-François de Sade.
Obligé de rompre Donatien, furieux, écrit à Laure « Il n’y aura pas d’horreurs où je me portasse ». Il tint parole.

### Toponymie
Relevant l'une des plus anciennes graphies de la commune Vaqueiracio (1137), Charles Rostaing présume une origine du toponyme liée à vaquiere (vacca-aria) avec l'ajout d'un suffixe -acium. On note ensuite Vacairas et Vachairas en 1143, puis Vacairatio en 1253 et Vaquerrassio en 1360. Gilles Fossat y voit plutôt l'occitan vaquiera, l'étable à vache, avec suffixe augmentatif -as. Cette étymologie est tout à fait recevable, car l'élevage de vaches est attesté autrefois dans cette région notamment à Beaumes-de-Venise.
Une autre hypothèse propose un composé des mots occitan val et queiras, ce dernier désignant un bloc de pierre. Ce vocable désignerait en ce cas le val des pierres, hypothèse appuyée par la présence proche du village du lieu-dit les Queirades, de l'occitan queirada, bloc de pierre équarri, ou terrain de pierre éboulé.

### Héraldique
| Blason de Sault | Les armes peuvent se blasonner ainsi : Fascé d'argent et de gueules, au chef du même, chargé de deux clés, l'une d'or, l'autre d'argent, passées en sautoir. |

## Politique et administration
| Période                                  | Période  | Identité           | Étiquette | Qualité                                                          |
| ---------------------------------------- | -------- | ------------------ | --------- | ---------------------------------------------------------------- |
| maire en 1962                            | ?        | Edmond Arcusi      | Radical   | Conseiller général (1949-1973) Vice-Président du Conseil Général |
| avant 1988                               | 1989     | Maurice Archimbaud |           |                                                                  |
| 1989                                     | En cours | Jean-Marie Gravier | DVG       | Retraité de l'enseignement                                       |
| Les données manquantes sont à compléter. |          |                    |           |                                                                  |

## Démographie
L'évolution du nombre d'habitants est connue à travers les recensements de la population effectués dans la commune depuis 1793. Pour les communes de moins de 10 000 habitants, une enquête de recensement portant sur toute la population est réalisée tous les cinq ans, les populations de référence des années intermédiaires étant quant à elles estimées par interpolation ou extrapolation. Pour la commune, le premier recensement exhaustif entrant dans le cadre du nouveau dispositif a été réalisé en 2005.

En 2022, la commune comptait 1 192 habitants, en évolution de −7,74 % par rapport à 2016 (Vaucluse : +1,73 %, France hors Mayotte : +2,11 %).
| 1793 | 1800 | 1806 | 1821 | 1831 | 1836 | 1841 | 1846 | 1851 |
| ---- | ---- | ---- | ---- | ---- | ---- | ---- | ---- | ---- |
| 600  | 624  | 697  | 693  | 692  | 767  | 736  | 814  | 848  |

| 1856 | 1861 | 1866 | 1872 | 1876 | 1881 | 1886 | 1891 | 1896 |
| ---- | ---- | ---- | ---- | ---- | ---- | ---- | ---- | ---- |
| 911  | 915  | 883  | 861  | 785  | 752  | 737  | 687  | 678  |

| 1901 | 1906 | 1911 | 1921 | 1926 | 1931 | 1936 | 1946 | 1954 |
| ---- | ---- | ---- | ---- | ---- | ---- | ---- | ---- | ---- |
| 716  | 739  | 711  | 681  | 659  | 677  | 750  | 734  | 748  |

| 1962 | 1968 | 1975 | 1982 | 1990 | 1999  | 2005  | 2006  | 2010  |
| ---- | ---- | ---- | ---- | ---- | ----- | ----- | ----- | ----- |
| 845  | 866  | 816  | 883  | 943  | 1 061 | 1 019 | 1 048 | 1 050 |

| 2015  | 2020  | 2022  | - | - | - | - | - | - |
| ----- | ----- | ----- | - | - | - | - | - | - |
| 1 260 | 1 206 | 1 192 | - | - | - | - | - | - |

## Économie

### Le vignoble et les vins
Grâce à un terroir remarquable, qui descend du piémont des Dentelles de Montmirail vers de hautes garrigues de galets roulés, ce vignoble produit des vins rouges, rosés et blancs. Leur vinification est assurée par un groupement de producteurs et par les caves indépendantes (au nombre de 35).

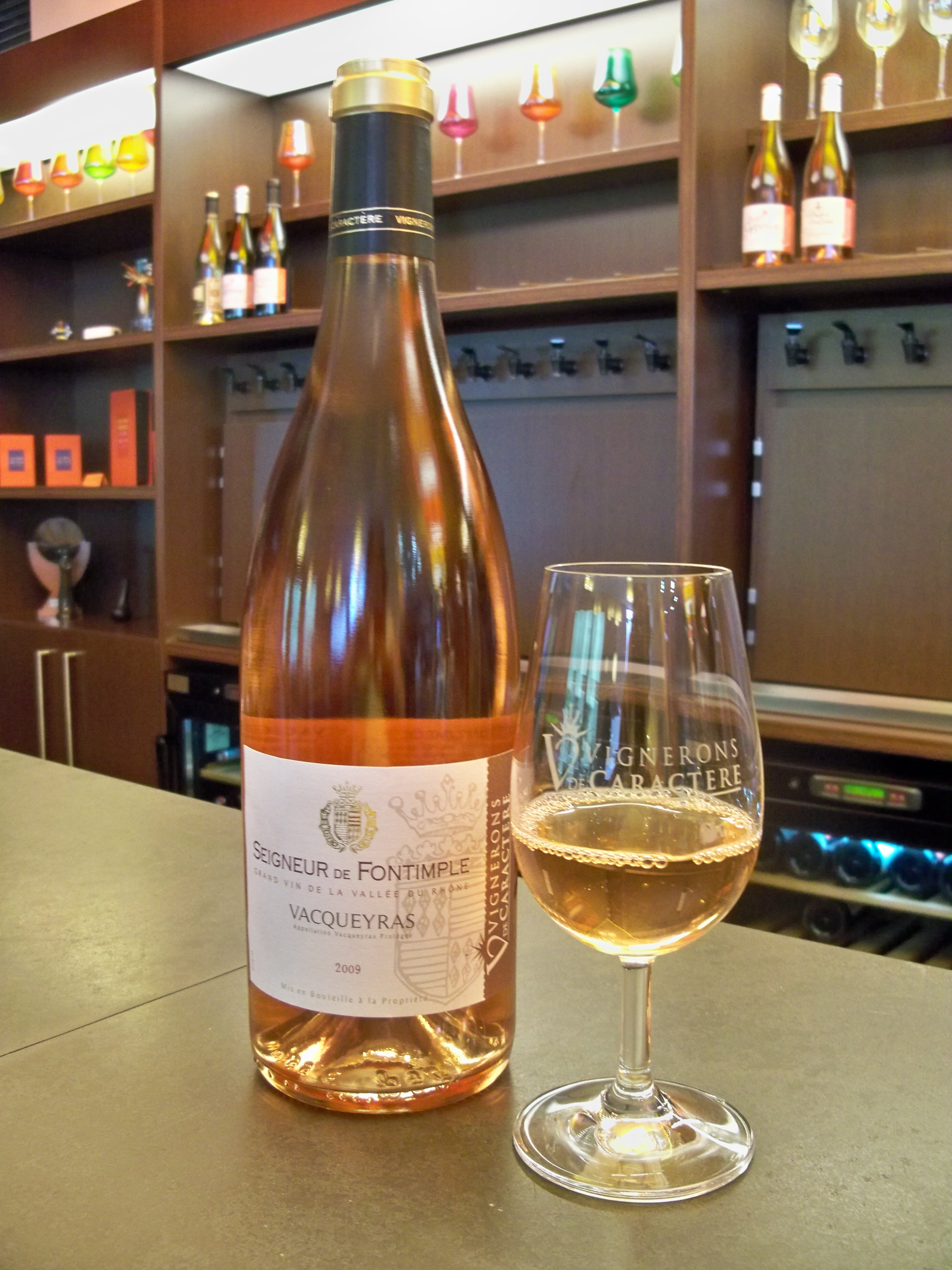
AOC Vacqueyras rosé.
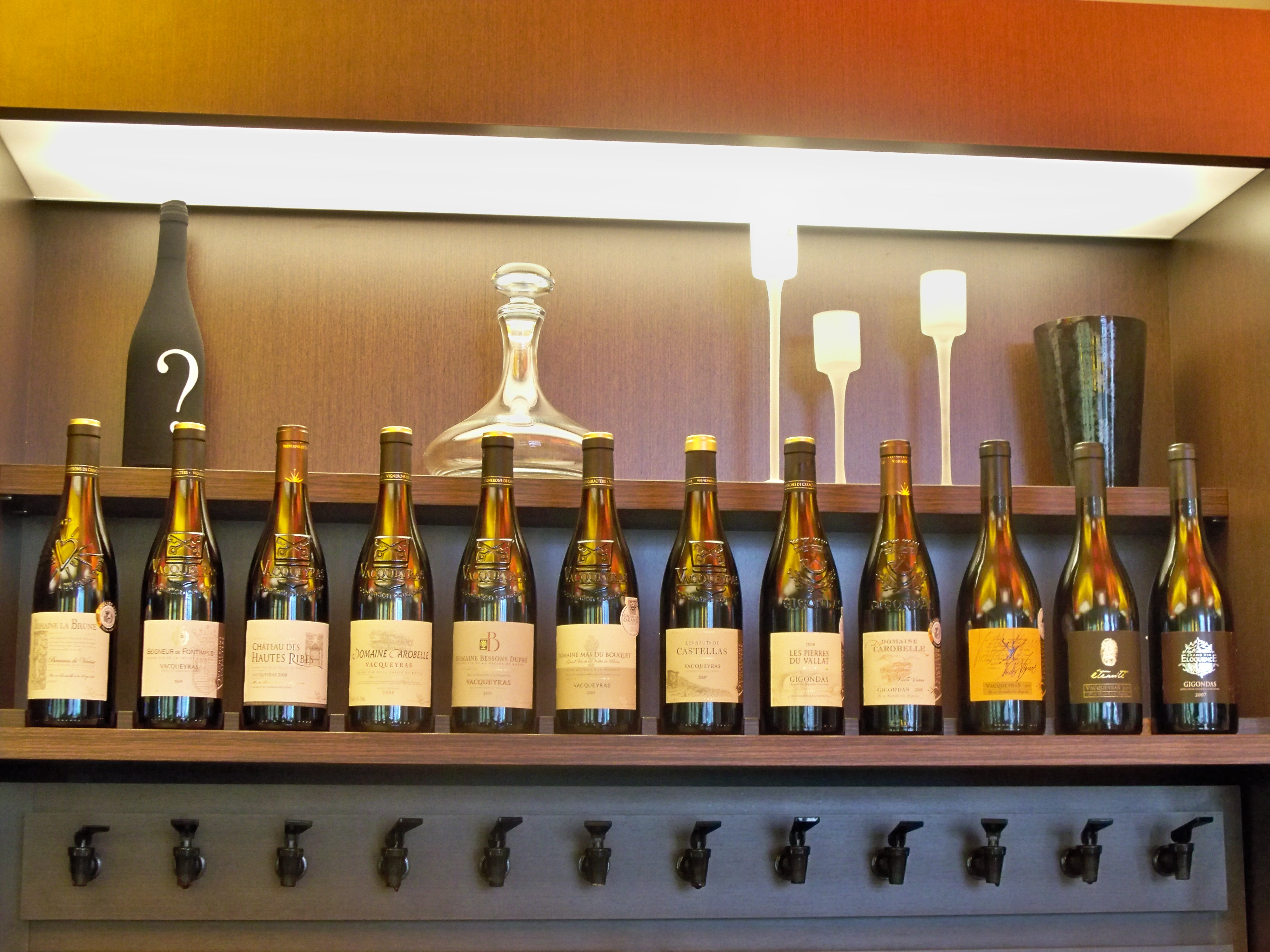
Gamme des AOC Vaqueyras.
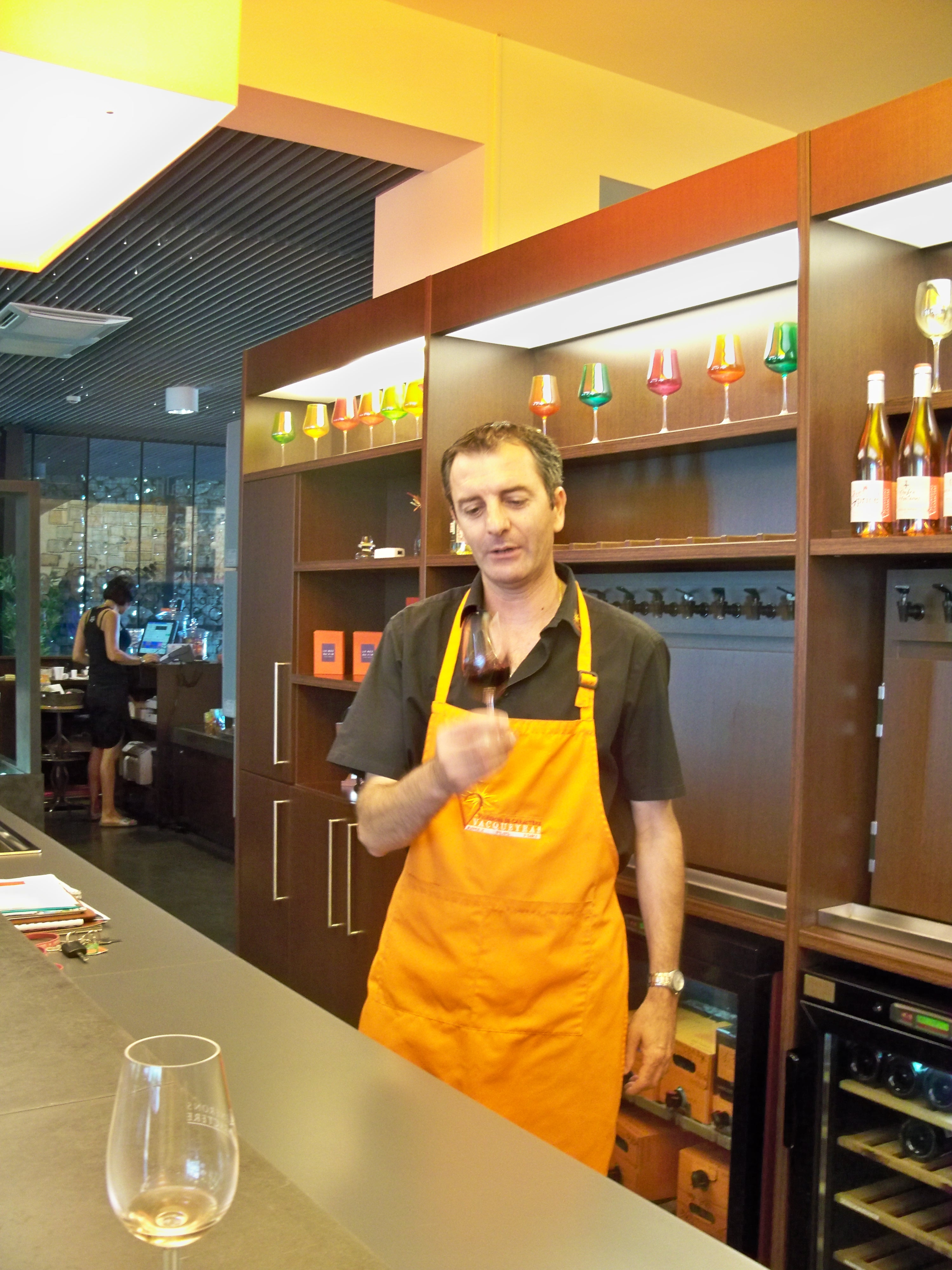
Dégustation au caveau.
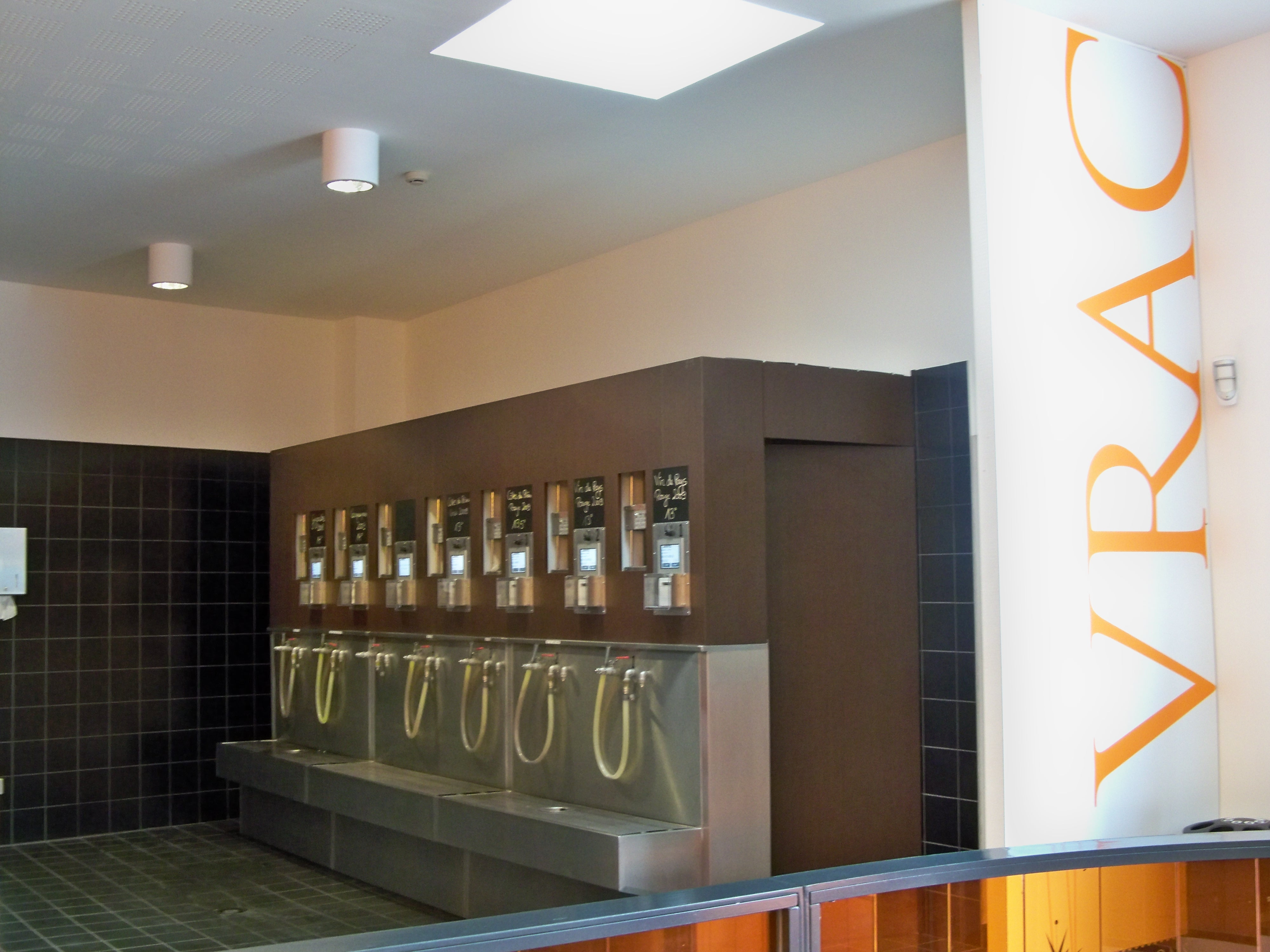
Vente de vin au caveau.
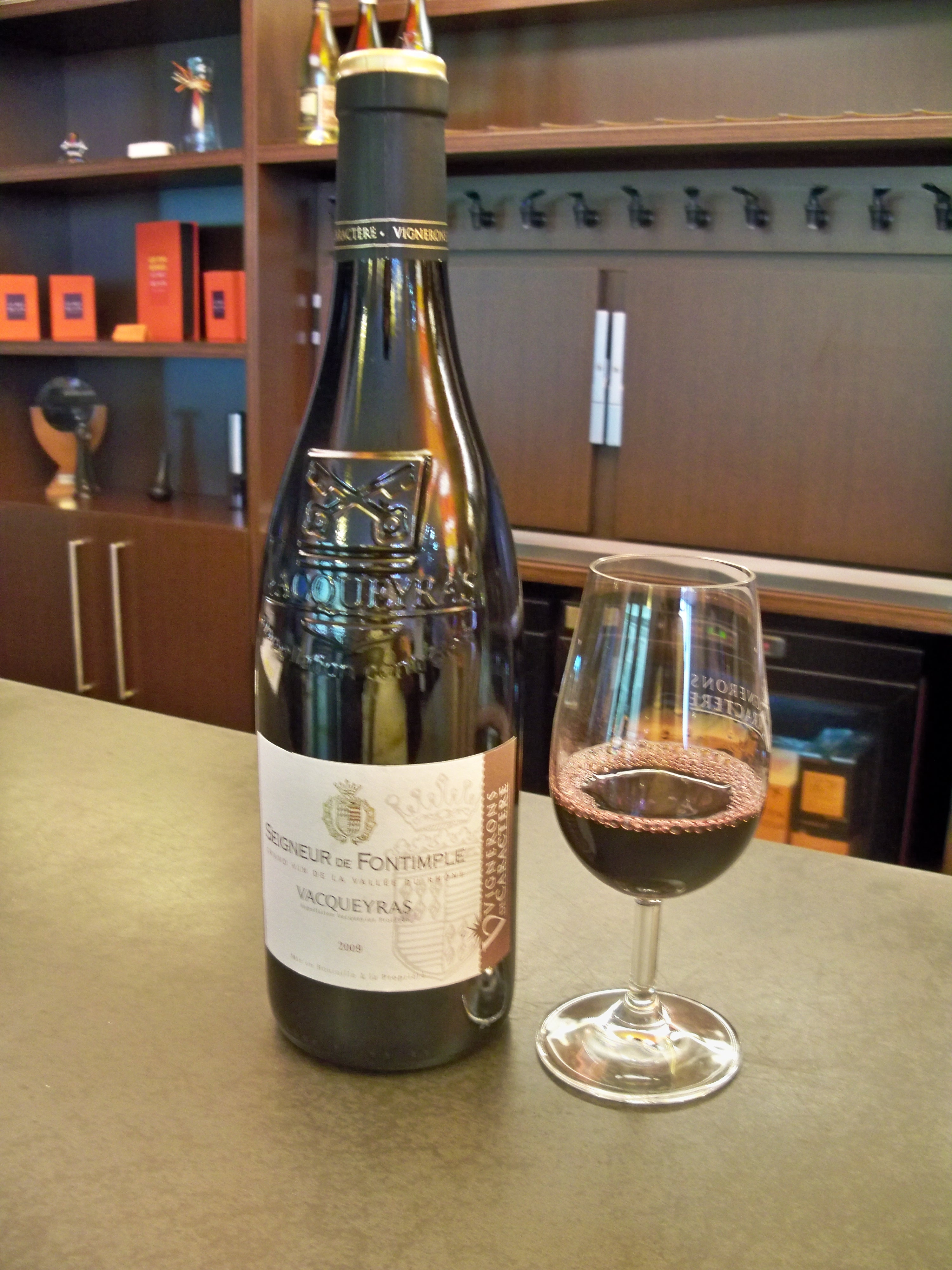
AOC Vacqueyras rouge.

### Le tourisme

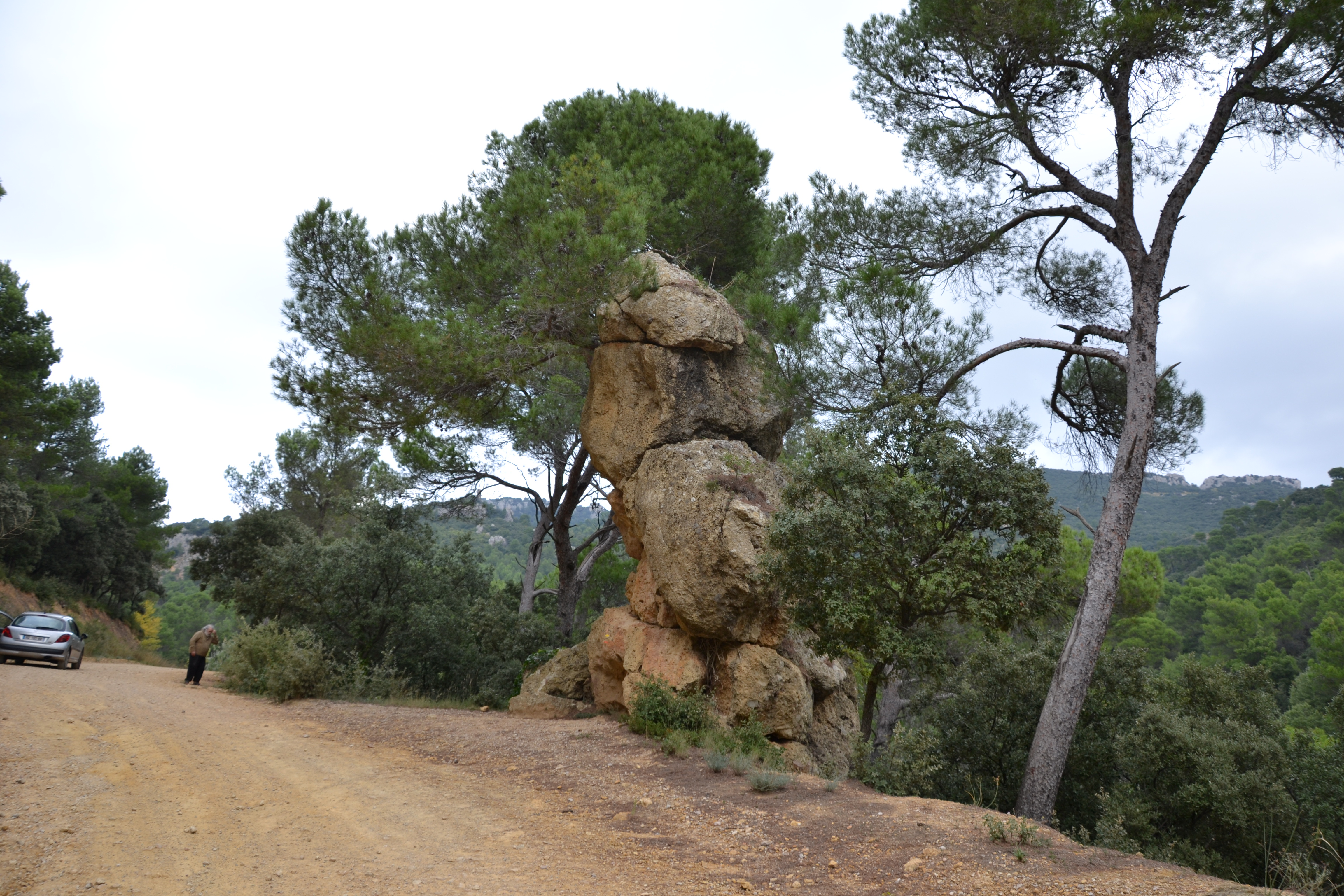
Menhir de Vacqueyras.

L'attrait des vins de cette commune a créé un œnotourisme. De nombreux caveaux offrent leurs gammes de vin à la dégustation.
À l'intérieur du village part une route qui se transforme ensuite en chemin carrossable et permet d'accéder à d'anciennes mines de gypse rouge, à la « Chambre du Turc » et au pied des « Dentelles » en passant devant le menhir de Vacqueyras.
Il existe un syndicat d'initiative, plusieurs hôtels, chambres d'hôtes, gites et un camping.

## Équipements ou services

### Transports urbains
Le village est desservi matin et soir par une ligne de cars reliant Vaison-la-Romaine à Carpentras.

### Enseignement
Il existe une école primaire.

### Sports
Équipe et stade de foot, tennis club.
Plusieurs circuits/sentiers de promenades pédestres, cyclo touristiques et VTT.
Site d'escalade sur les dentelles.

### Santé
Présence d'une pharmacie au centre du village et d'un médecin.

## Vie locale

### Cultes
Église catholique.

### Animations, fêtes et concours

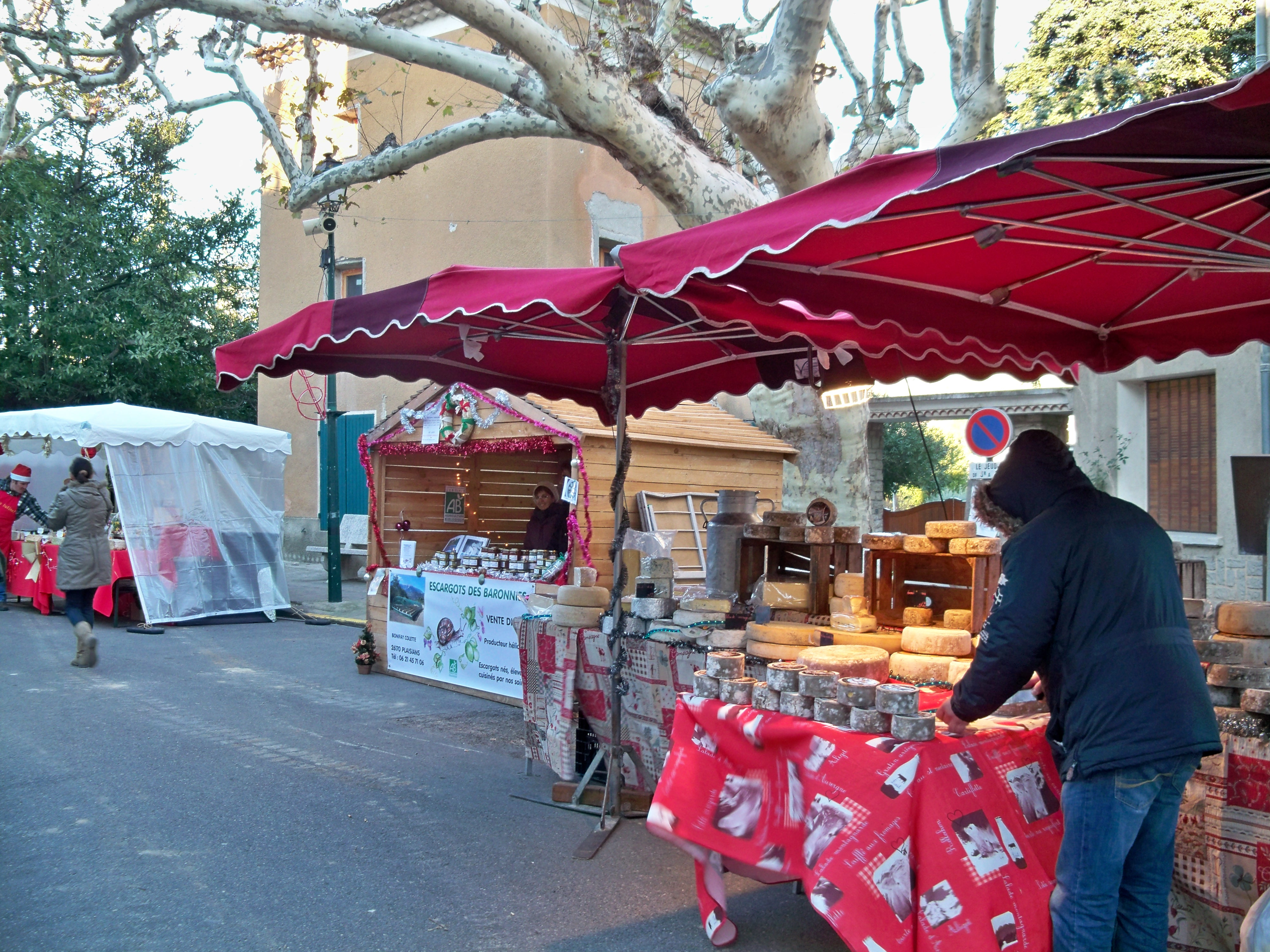
Marché de Noël

Depuis 1987, au début juin, le concours des vins accueille des dégustateurs non professionnels venus du monde entier et décerne des récompenses appréciées sous la forme de « Raimbaud d'or » ou « Raimbaud d'argent ».
À la fin juin, se déroule les « Jambes de Bacchus », un circuit pédestre à travers les vignes du terroir.
Au cours du mois de juillet, le village accueille le « Festival de la Comédie de Boulevard » dont la qualité des pièces jouées attire un très nombreux public.
La fête des vins est une importante manifestation qui a lieu tous les 13 et 14 juillet et à laquelle participent les producteurs de vins les plus prestigieux de la vallée du Rhône.
La fête votive a lieu à la mi-août et un « Marché de Noël » à la mi-décembre.
Marché aux fleurs.

### Environnement
Bois communal de la Peyre.
La commune est incluse dans la zone de protection Natura 2000 « l'Ouvèze et le Toulourenc », sous l'égide du ministère de l'Écologie, de la DREAL Provence-Alpes-Côte-d'Azur, et du MNHN (Service du Patrimoine Naturel).

### Écologie et recyclage
Collecte et traitement des déchets des ménages et déchets assimilés et protection et mise en valeur de l'environnement dans le cadre de la communauté d'agglomération Ventoux-Comtat Venaissin.

## Lieux et monuments

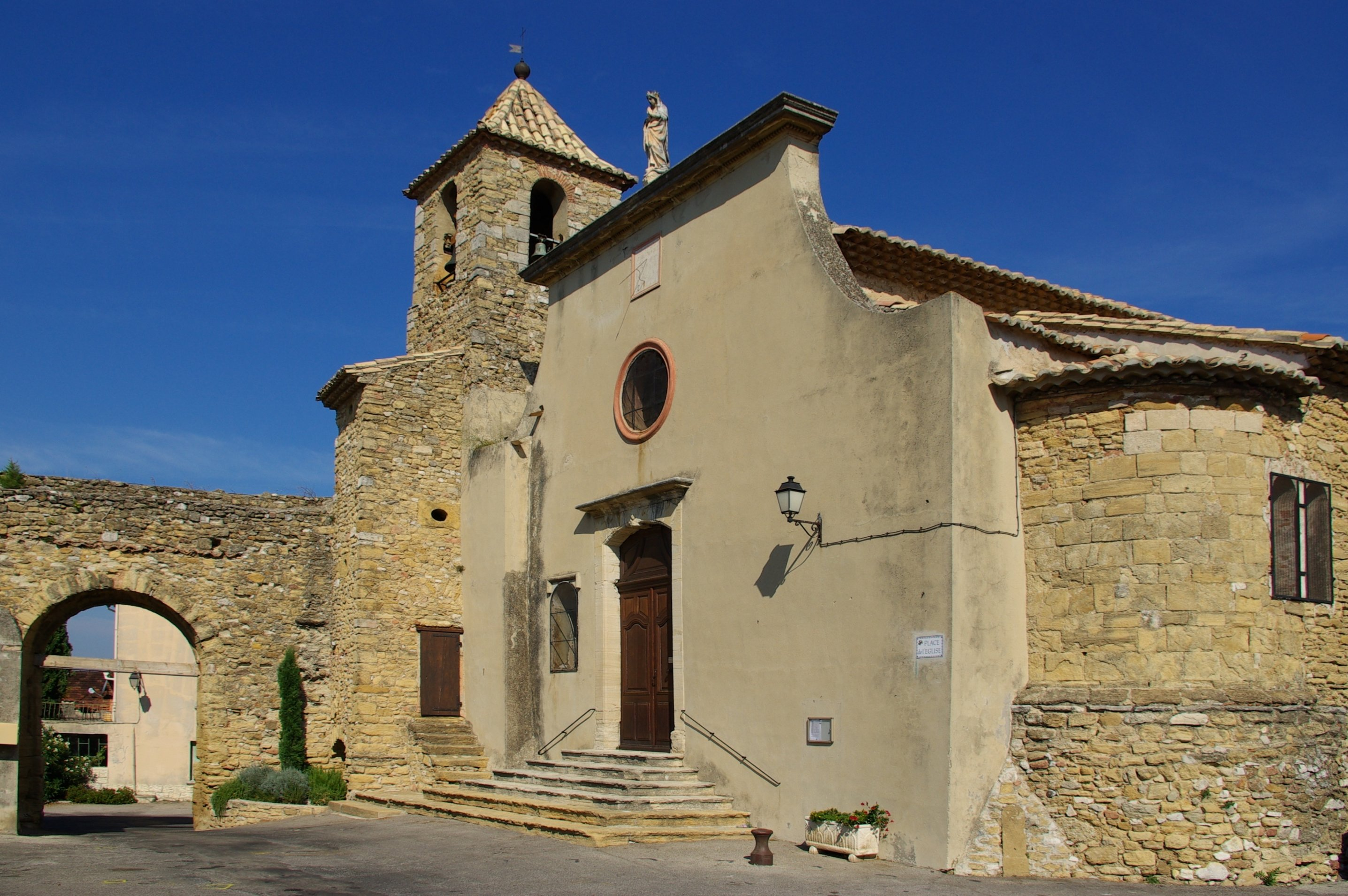
Église Saint-Barthélemy de Vacqueyras.

### ÉgliseSaint-Barthélemy
Située sur le haut du village à l'intérieur des remparts, elle est d'origine romane. Elle a été agrandie une première fois au XVIIe siècle, une seconde fois au XIXe siècle. Cette transformation de 1853 l'a profondément modifiée et désorientée.

### Les chapelles Notre-Dame
L'édification de la chapelle Notre-Dame-de-Pitié fut décidée au cours de l'épidémie de peste de 1628-1629. La décision du conseil de ville fut prise le 8 février 1630 avec vœu de faire réaliser un reliquaire en argent pour le bras de saint Placide en l'église paroissiale.
Pouvoir fut donné aux Consuls lors de la séance du 21 septembre 1632 pour faire commencer les travaux sur l'éperon rocheux de la Coste de Coa. Il fut confirmé une seconde fois le 6 mai 1633, avec mandat de « faire continuer les travaux jusqu'à due perfection ».
La chapelle fut achevée en 1655. Le 25 mai, le Parlement du village décida de « supplier Monseigneur Illustrissime et Révérendissime Évêque d'Orange ou Monsieur son Grand Vicaire d'accorder la faculté à Monsieur le Vicaire de ce lieu de bénir la chapelle de Coste de Coa nouvellement édifiée et un quartier de terre joignant icelle destiné pour cimetière ».

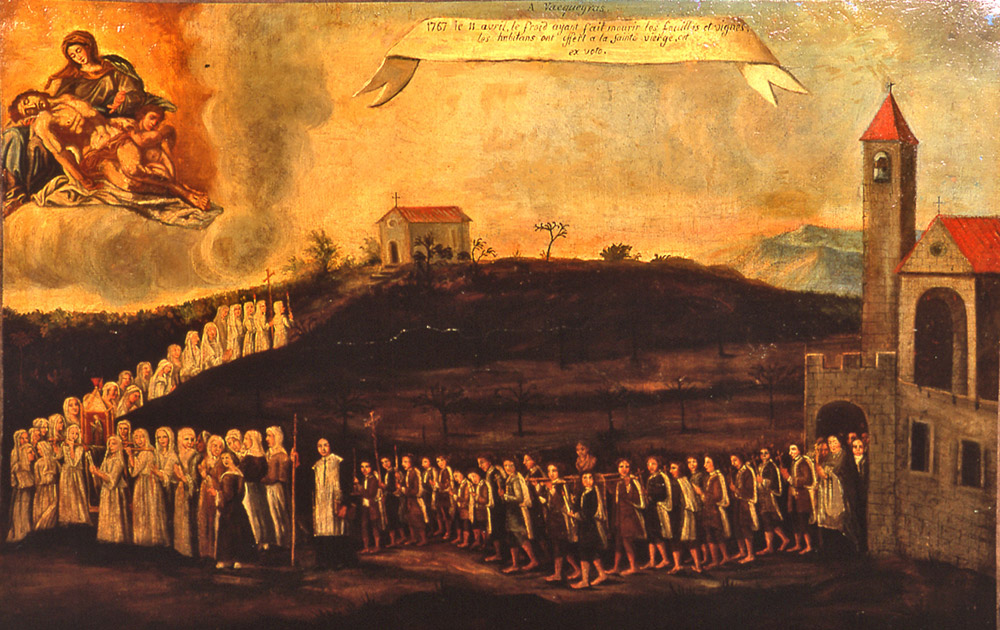
Ex-voto de 1767 à Notre-Dame-de-Pitié pour sauver les vignes.

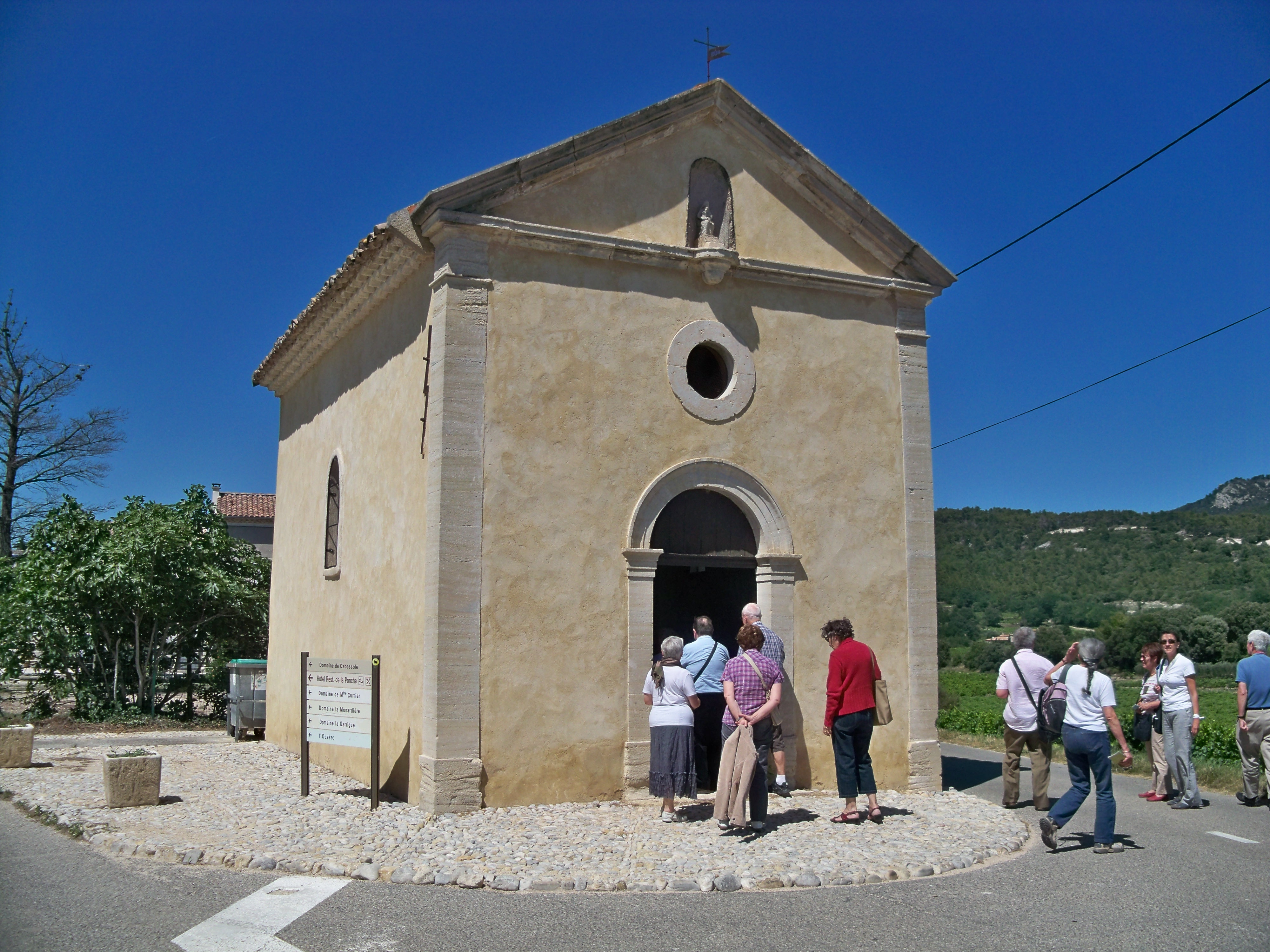
Chapelle Notre-Dame-de-la-Brune.

La chapelle fut effectivement totalement terminée le 10 juin et consacrée le 16 août, jour de la festivité de saint Roch.
Elle devint un lieu de pèlerinage lors de la Grande Peste de 1720. Un tableau en forme d'ex-voto, au-dessus du maître-autel, rappelait la procession du 11 avril 1767 qui s'y déroula pour implorer la Vierge après que le frois ait fait périr gens et vignes. Il a été depuis la fin du XXe siècle enlevé et mis en lieu sûr.
La chapelle Notre-Dame-de-la-Brune n'a pas la même histoire. Plus récente, elle a commencé à être édifiée en 1870.

### La chapelle Saint-Pape
Saint Pape était le patron des Agacins. Une chapelle fut édifiée à partir de 1655 en lieu et place d'un antique calvaire et lui fut dédiée le 16 mars 1662, jour de sa fête.
Dès lors, ce « saint qui servait à quelque chose » eut son sanctuaire qui ne désemplit point. Chaque dimanche, après l'Ite missa est, pendant que le desservant récitait le dernier évangile, les handicapés trempaient leurs pieds dans de l'eau bénite puis allaient frotter leurs cors et durillons contre une marche rugueuse de l'escalier menant au maître-autel.

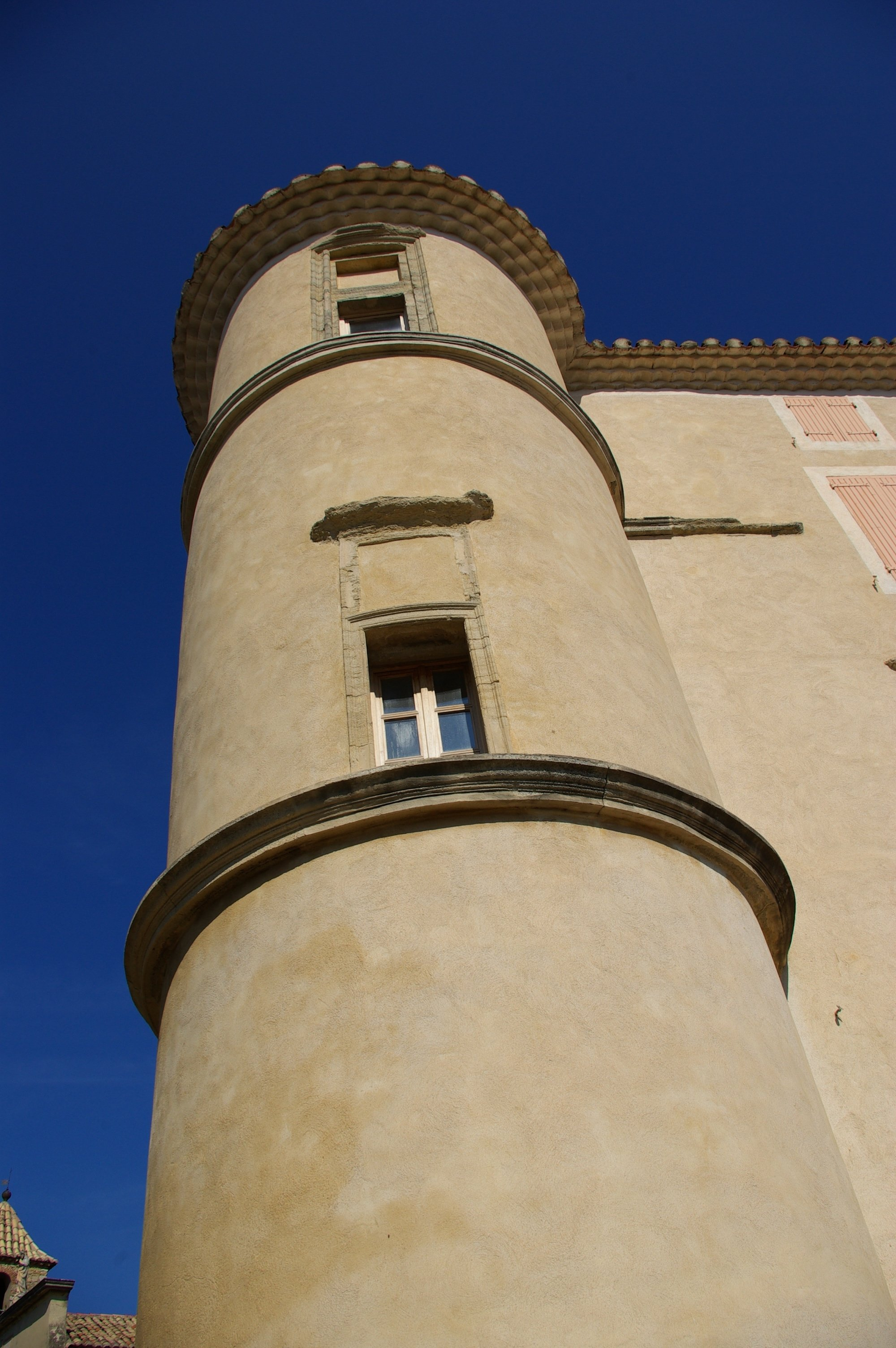
Tour du château des Vassadel.

De nombreux soulagements et guérisons furent enregistrés. Malheureusement, la chapelle a été détruite et la mémoire collective a même perdu le lieu de son emplacement. Mais il existe toujours un quartier Saint-Pape et le Grand Vallat de Saint-Pape.
Durant tout le XVIIe siècle, ce prénom inusité fut attribué dix fois comme en font foi les registres de baptême. Puis, la Révolution étant passée, il subit un désintérêt total.

### Le château
Ce n'est pas celui qui avait été mis sous la garde du père de Raimbaut de Vaqueiras. Celui-ci avait certainement ses assises toutes proches puisque reste toujours visible sur le côté droit de la « place du Château », au début d'une ruelle descendant vers le bas du village, une structure en gros appareil censée être les vestiges du château médiéval.
L'actuel fut édifié au cours du XVIe siècle puis restauré au XVIIe siècle. Il reste du bâtiment originel les murs de soutènement, une tour percée de bouches à feu et une salle basse voûtée en arc brisée. Tout le reste de l'édifice a été réaménagé au cours des siècles par la famille Vassadel qui fut propriétaire du lieu de 1349 à 1688.
Le bâtiment actuel, propriété du diocèse, date du XIXe siècle.

### Les anciens remparts
Au cours des XIVe et XVe siècles, le village fut ceint de fortifications épaulées de tours carrées et bordées d'un fossé. Si celui-ci fut comblé en 1830, il reste toutefois une partie des remparts ouverts par une porte qui mène sur la place où se situent l'église et le château.

### Le cours Stassart et son porche

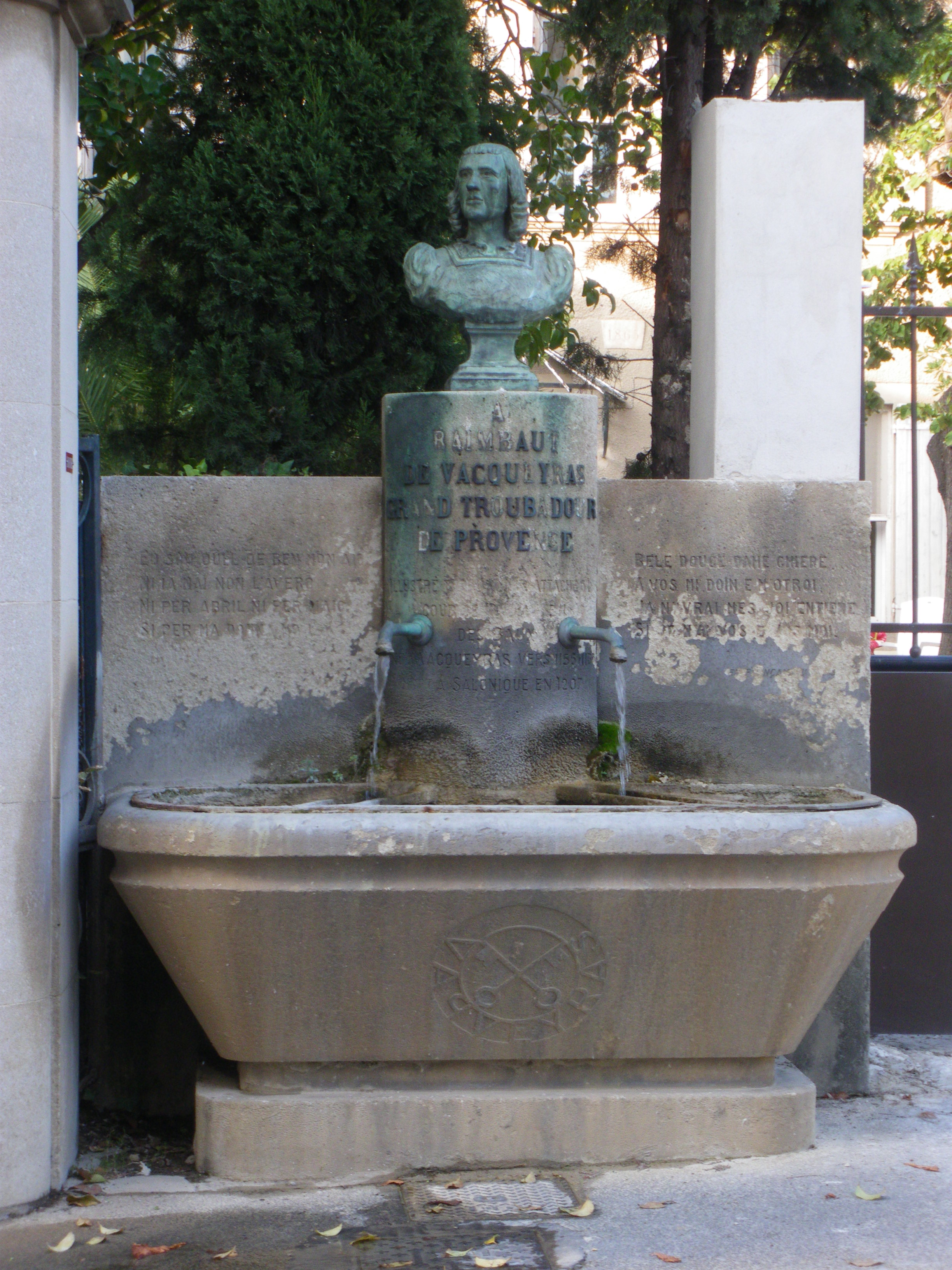
Fontaine Raimbaut.

Le cours Stassart doit son nom à un préfet du Vaucluse, nommé par Napoléon III, qui eut l'heureuse idée de faire planter les platanes qui ombragent toujours ce cours. Le porche, qui de là, permet d'accéder au haut du village fut l'unique porte de l'enceinte médiévale du village jusqu'en 1760.
Les fontaines, qui furent aussi d'anciens lavoirs, se trouvent toujours sur la partie méridionale du cours.

### Fontaine Raimbaut
La fontaine Raimbaut, construite en 1866, avec un buste de Raimbaut inauguré en 1899 en présence de Frédéric Mistral. Son buste volé en même temps que celui du baron Leroy de Boiseaumarié à Sainte-Cécile-les-Vignes a été refait à l'identique et remis en place.

### Ancien établissement thermal de Montmirail
Il exploitait la source de Montmirail, qui a été en service du 26 mai 1859 à 1939. Celle-ci, pourtant située sur la commune de Gigondas, était uniquement accessible par la route partant de Vacqueyras.

## Le hameau de Fontbonne
Il constitua une enclave vacqueyrassienne dans la commune de Sarrians dès le Moyen Âge. C'est ici que l'abbé Henri Michel-Reyne, curé de Vacqueyras, fut l'inventeur de la « Pierre de Fontbonne » portant à la fois des cupules de l'âge de bronze, l'écusson pontifical et les armes de Julien de la Rovère, le futur Jules II.
Dans son livre Wines of the Rhône Valley, a guide to origins, Robert W. Mayberry a publié la photo d'une cuve vinaire creusée et maçonnée dans le sous-sol d'une des maisons du hameau et datée de 1739.
Il existait ici la « chapelle des Granges de l'Ouvèze » qui fut consacrée le 2 juin 1658 sous le vocable de saint Denis (Sancti Dionysos). Ce fut sans doute une chapelle privée appartenant à la famille Gaudibert. Par trois fois, avec la permission spéciale de l'évêque d'Orange, y furent célébrées les noces des filles de cette maison. Tout d'abord Madeleine, le 8 février 1684 puis sa sœur Marie, le 4 septembre 1684 et enfin une autre Marie, fille du viguier Joseph Gaudibert, le 17 février 1767.

## Personnalités liées à la commune
- Raimbaud de Vacqueyras, un des plus grands troubadours du Moyen Âge, qui partagea sa carrière entre la Provence et le Montferrat et mourut au cours d'une croisade à Thessalonique.
- Imbert-Delonnes (1745-1820), chirurgien en chef des armées de la Révolution et de Napoléon.
- Jocelyn Chudzikiewicz, vigneron, ingénieur agronome et œnologue, trop tôt disparu en 1997, premier président de « Vins en Fêtes de la vallée du Rhône » et du « Comité Interprofessionnel des vins de Vacqueyras ».
- Henri Michel-Reyne, curé du village, né en 1910 à Jonquières, fondateur de la Messe aux truffes, en 1952, quand il fut curé de Richerenches[35].